# Злоказов, Николай Фёдорович
Николай Фёдорович Злоказов (12 июля 1874 — 12 июня 1925) — уральский промышленник и купец, совладелец товарищества «Ф. А. Злоказов и Сыновья».

## Биография
Родился в семье богатого уральского купца и промышленника Фёдора Алексеевича Злоказова одного из основателей Торгового дома «Братья Злоказовы» и совладельца многих торгово-промышленных заведений. Младшие братья и сестры: 
- Сергей,
- Вера (1877–1933, ее муж — Николай Александрович Арнольдов (1855—1934), врач, общественный деятель[1][2]),
- Маргарита (1879–1925, ее муж — Николай Филиппович Вогулкин (1874 —ок. 1920), инженер, последний управляющий заводами Кыштымского горного округа[3],
- Магдалина (1883–1903).

Окончил Екатеринбургскую мужскую гимназию в 1894 году, после учился на естественном факультете Московского университета; учёбу в вузе оставил по политическим причинам. 
С конца 1890-х годов служащий торгового дома «Братья Злоказовы»; курировал деятельность Никольского металлургического завода. В 1910 торговый дом был ликвидирован; его имущество, оцениваемое в 9 миллионов рублей, было разделено на три части.  С 1912 года — совладелец фирмы «Ф. А. Злоказов и сыновья» и ряда предприятий: Никольского металлургического завода, Петропавловского винокуренного, Петровского стекольного и винокуренного, Ирбитского и Исетского пивоваренных заводов и других. Все эти предприятия, оцениваемые в 3 миллиона рублей, находились в Пермской, Уфимской и Тобольской губерниях. Некоторое время Н.Ф. Злоказов жил в Златоусте, а в 1912 году переехал в Екатеринбург .
Земский гласный Златоустовского уезда (1903—1912) и Уфимской губернии (1909—1912). Член Златоустовского уездного училищного совета, попечительского совета Златоустовской женской гимназии (1912—1914); Златоустовского уездного комитета попечительства о народной трезвости. Почётный член Уфимского губернского попечительства о детских приютах (с 1899). Гласный Екатеринбургской городской думы (1914—1915). Член комиссий: по народному образованию (с 30 апреля 1914 года), финансовой (с 01 мая 1914 года).
Почётный попечитель Екатеринбургского Нафанаиловского городского начального училища (1914—1917 года), член попечительского совета частной женской гимназии А. Е. Румянцевой (1913—1915 года). Почётный мировой судья по Екатеринбургскому уезду (1912—1917 года). Попечитель Каслинской второклассной женской школы (1913—1916 года). Действительный член УОЛЕ (с 27 мая 1914 года).
С началом Первой мировой войны и постепенным введением «сухого закона» братья Злоказовы закрыли пивоваренные и винокуренные заводы и организовали новое предприятие — «Исетский металлический завод». Злоказовы  получили заказ на производство мин и снарядов для фронта для чего были расширены мощности заводов, установлена большая группа новых металлообрабатывающих станков, построено отдельное предприятие для изготовления деревянной тары, а для доставки сырья и вывоза готовой продукции Н.Ф. Злоказов стал использовать грузовой автотранспорт. 
12 декабря 1917 года Николай Федорович Злоказов по постановлению заводского комитета был арестован и заключен в екатеринбургскую тюрьму, где находился до 3 января 1918 года и был освобожден под подписку о невыезде. В 1919 году Никольский завод национализироли. В этом же году Н.Ф.Злоказов вместе с семьей уехал из Екатеринбурга, некоторое время жил в Чите, а затем эмигрировал в Китай.
Скончался 12 июня 1925 года в китайском городе Тяньцзинь.
Жена — Ольга Павловна Злоказова, урожд. Шарухина (1879–1968). Была попечительницей Златоустовской женской гимназии. В эмиграции — учительница и общественная деятельница. В апреле 1955 года репатриировалась в СССР.
Дети: 
- Вера (1898–1943). Муж — Павел Михайлович Лесли.
- Константин (1901–1978), участвовал в русском фашистском движении в Тяньцзине[7].
- Татьяна (1903–1989).
- Андрей (1905–1989).
- Наталья (1907–1986).
- Магдалина (1909–1972). Муж — Сергей Петрович Татаринов (1907, Владивосток—1989, Сидней[8]). Их потомки живут в Австралии.
- Ольга (1915–1991).